# Luís Piçarra
Luís Raul Janeiro Caeiro de Aguilar Barbosa Piçarra Valdeterazzo y Ribadenayra, mais conhecido como Luís Piçarra ComIH (Santo Agostinho, Moura, 23 de junho de 1917 - Lisboa, 23 de setembro de 1999), foi um cantor português.

## Biografia
Ficou conhecido principalmente por ser o intérprete do segundo e atual hino oficial do Sport Lisboa e Benfica, "Ser Benfiquista" de autoria de Paulino Gomes Júnior.
Frequentou os dois primeiros anos de Arquitetura da Escola Superior de Belas Artes de Lisboa, curso que interrompeu em 1937 para se dedicar a uma carreira musical sem igual em Portugal. Ainda durante os tempos do Liceu, Luís Piçarra havia atuado nos Coros da Ópera Nacional, tendo sido, na altura aconselhado, pelo maestro italiano Alfredo Podovani a aprofundar os seus estudos na área do canto, conselho idêntico que lhe fez pouco tempo depois o maestro napolitano Francesco Codivila que dirigia os coros do Coliseu dos Recreios. E foi assim que ele chegou aos professores de canto Fernando de Almeida e Hermínia de Alargim, que foram o trampolim para a sua estreia na ópera “O Barbeiro de Sevilha” de Gioachino Rossini, levada a cena na Academia dos Amadores de Música de Lisboa, onde o cantor foi recebido com os maiores louvores da crítica especializada.Foi o ponto de partida de uma carreira de sucesso, que o levaria a cantar pelo mundo inteiro. Interpretou para além de ópera, sobretudo opereta e teatro de revista. Estreou-se no cinema em 1940 no filme "Pão Nosso", de Armando de Miranda, onde cantou pela primeira vez "O Meu Alentejo", um dos seus maiores êxitos, tornado-se assim numa estrela emergente no Portugal dos anos 40 do século XX.        
Em 1945 Luís Piçarra parte para o Brasil, onde inicia uma ascensão magnífica apresentando-se nas mais importantes salas do Rio de Janeiro. Actua igualmente no famoso Teatro Cólon de Buenos Aires. É na Argentina que conhece Tito Schippa, considerado o maior tenor do mundo, tornando-se o único aluno que o mestre ensinou. Ficou durante 2 anos no Brasil, tendo contracenado com Amália Rodrigues em "A Rosa Cantadeira". Partiu depois numa nova digressão pela América Latina, que culminou no México. Poucos saberão, mas Luís Piçarra foi o criador da famosa "Granada", que lhe foi oferecida pelo compositor mexicano Agustin Lara. O tenor cometeu então um erro que o privou de reconhecimento mundial ao não salvaguardar os direitos da canção... e a máquina de Hollywood lançou-a na voz de Mario Lanza. Assim, passou a ser conhecida como "a Granada do Lanza" aquela que é, na verdade, "a Granada do Piçarra".       
Em 1947 tem um grande sucesso no Egito – é o começo do grande apogeu da sua carreira artística. Luís Piçarra permaneceria mais de um ano como cantor privativo do Rei Faruk, que, em 1948, lhe concedeu o título Bey, correspondente ao de conde nas cortes europeias. Actuou ainda em países como Chipre, Líbano, Síria, Grécia, Turquia e Itália. Segue depois para Paris onde em 1950 e 1951, é cabeça de cartaz da opereta " Colorado" no principal teatro de opereta da época o Gaité-Lyrique, sob o nome artístico de "Lou Pizarra" sendo, então, muito apreciado pelo próprio General de Gaulle, presidente de França que carinhosamente o tratava como "le petit Portugais.Parte dos anos 50 é passada em Paris, com a família. Actuava duas vezes por dia na Radiodiffusion Française e mais tarde na televisão, também em França. Além de "Colorado" trabalhou em espectáculos como "La Vie en Rose" e "Andalousie", entre outros. À margem das lides teatrais o tenor português actua também numa série de programas do show "This is Europe" organizados pela ECA, agência encarregada de aplicar o Plano Marshall, onde trabalha ao lado Edith Piaf. Os programas eram difundidos de Paris para os EUA e daí retransmitidos por centenas de Emissoras para o mundo inteiro levando a voz do português a milhões de ouvintes. Chegou ainda a gravar mais de uma vintena de programas para a cadeia norte-americana NBC. Em meados da década "Lou Pizarra" era o cantor europeu com mais discos publicados - 999, segundo dizia em jeito de graça - e era mais conhecido internacionalmente que no seu próprio país, apesar de ter sido, por mais que uma vez, eleito como "artista mais popular de Portugal". Para além do famoso "Granada" a sua voz estreou outros temas que seriam êxitos mundiais como "Avril au Portugal" ou "Luna Lunera".  
Nos anos 60, regressa a casa e divide-se entre Portugal e Angola, dando espectáculos nos mais populares casinos e salas de espectáculos. No dia 23 de abril de 1964 foi homenageado no Pavilhão dos Desportos, em Lisboa, pelos seus 25 anos de carreira. Em 1968, numa altura em que cumpria um contrato em Luanda faleceu a sua primeira esposa e mãe dos seus dois filhos, de doença súbita, apenas com 48 anos. Depois de uma curta estadia em Portugal, Luís “refugia-se” definitivamente em Luanda. Aí desempenha o papel de director do Centro de Preparação de Artistas da Rádio e é professor de canto teatral na Academia de Música durante alguns anos. É também em Angola que perde a voz, em 1969, numa emboscada da guerra colonial, quando actuava para as Forças Armadas Portuguesas. Regressaria a Portugal, definitivamente já depois do 25 de Abril de 1974.
A 9 de Novembro de 1985, teve reconhecimento nacional ao ser feito Comendador da Ordem do Infante D. Henrique.
No ano de 1987 foi lançado o livro "Luís Piçarra instantâneos da minha vida" em edição de autor. Outros dois livros foram também lançados, mais tarde.
Em 1996 foi lançada uma compilação na série "Caravela" com os temas "Granada", "Avril Au Portugal", "Canção do Ribatejo", "Caminho Errado", "Anda Cá", "Aninhas", "Batalha", "Guitarra da Mouraria", "Morena da Raia", "Santa Maria dos Mares", "Ser Benfiquista" e "O Meu Alentejo".
Faleceu em Lisboa, a 23 de setembro de 1999, na Casa do Artista onde passou os últimos meses de vida.
Em 2003 a Câmara Municipal de Lisboa homenageou o cantor dando o seu nome a uma rua no Alto do Lumiar. Tem também nome de rua nos concelhos de Gondomar, Cascais e em Moura, no Alentejo, sua terra natal. 

## Ligações  externas
- "Luís Piçarra A Voz Imensa" de Alberto Franco, Lisboa Edições Colibri 2010.  ISBN: 978-989-689-005-6
- «Biografia no site Cotonete»